# Ерік Айдл
Ерік Айдл (англ. Eric Idle; нар. 29 березня 1943, Саут-Шилдс, Велика Британія) — британський комедійний актор, сценарист, письменник та співак, один з шести учасників комік-групи «Монті Пайтон». Учасник комедійного пародійного гурту The Rutles. Автор бродвейського мюзикла «Спамалот».

## Біографія
Ерік Айдл народився в Саут-Шилдс графство Дарем (зараз Тайн і Вір), в сім'ї військовослужбовця Королівських повітряних сил Ернеста Айдла та медпрацівниці Нори Беррон (Сендерсон) Айдл. Батько пройшов Другу світову війну та загинув незабаром після її закінчення, в нещасному випадку. У зв'язку з постійною зайнятістю, мати була змушена віддати Еріка до Королівської школи Вулвергемптона (англ. Royal Wolverhampton School). Після школи продовжив навчання в Кембриджському університеті. Під час навчання в коледжі вступив до Кембриджського комедійного клубу (англ. Cambridge Footlights Comedy Club), а згодом став його президентом.
Під час фільмування в телевізійній програмі «Do Not Adjust Your Set», познайомився з майбутніми учасниками комік-групи «Монті Пайтон». Пісня «Always Look on the Bright Side of Life», написана Айдлом 1979 року для фільму «Життя Брайана за Монті Пайтон» стала популярна як у Великій Британії, так і за її межами.
2004 року Айдл випустив мюзикл «Спамалот» за мотивами фільму «Монті Пайтон і Священний Грааль».

## Фільмографія
| Рік         | Фільм                                         | Оригінальна назва                                              | Роль                | Нотатка                                                             |
| ----------- | --------------------------------------------- | -------------------------------------------------------------- | ------------------- | ------------------------------------------------------------------- |
| 1969 - 1974 | Летючий цирк Монті Пайтона                    | Monty Python's Flying Circus                                   | Різні ролі          | 45 епізодів, також співавтор і сценарист                            |
| 1971        | Монті Пайтон: а зараз щось зовсім інше        | And Now for Something Completely Different                     | Різні ролі          | також сценарист                                                     |
| 1974        | Монті Пайтон і Священний Грааль               | Monty Python and the Holy Grail                                | Різні ролі          | також сценарист                                                     |
| 1976 - 1979 | Суботнього вечора в прямому ефірі             | Saturday Night Live                                            | Самого себе         | 6 епізодів                                                          |
| 1978        | Все, що тобі потрібно - гроші                 | All You Need Is Cash                                           | Дірк Макквіклі      | також сценарист та режисер                                          |
| 1979        | Життя Брайана за Монті Пайтон                 | Monty Python's Life of Brian                                   | Різні ролі          | також сценарист                                                     |
| 1982        | Монті Пайтон в Голлівуді                      | Monty Python Live at the Hollywood Bowl                        | Різні ролі          | також сценарист                                                     |
| 1983        | Сенс життя за Монті Пайтоном                  | Monty Python's The Meaning of Life                             | Різні ролі          | також сценарист                                                     |
| 1983        | Жовта борода                                  | Yellowbeard                                                    | Командир Клемент    |                                                                     |
| 1985        | Відпустка в Європі                            | National Lampoon's European Vacation                           | Байкер              |                                                                     |
| 1986        | Трансформери                                  | The Transformers: The Movie                                    | Рек-гар             | озвучування                                                         |
| 1988        | Пригоди Барона Мюнгхаузена                    | The Adventures of Baron Munchausen                             | Бартольд / Дезмонд  |                                                                     |
| 1989        | Навколо світу за 80 днів                      | Around the World in 80 Days                                    | Жан Паспарту        |                                                                     |
| 1990        | Черниці-втікачки                              | Nuns on the Run                                                | Брайан Хоп          |                                                                     |
| 1990        | Забагато сонця                                | Too Much Sun                                                   | Сонні               |                                                                     |
| 1992        | Мама й тато рятують світ                      | Mom and Dad Save the World                                     | Король Рафф         |                                                                     |
| 1992        | Відсутні частини                              | Missing Pieces                                                 | Вендел              |                                                                     |
| 1993        | Сплутані спадкоємці                           | Splitting Heirs                                                | Томмі Пател         | також сценарист                                                     |
| 1995        | Каспер                                        | Casper                                                         | Пол «Дібс» Плутцкер |                                                                     |
| 1996        | Вітер у вербах                                | The Wind in the Willowsr                                       | Містер Рат          |                                                                     |
| 1996        | Фрейзер                                       | Frasier                                                        | Чак                 | озвучування; 3 сезон, 17 епізод «High Crane Drifter»                |
| 1997        | Палай Голлівуд, палай                         | An Alan Smithee Film: Burn Hollywood Burn                      | Режисер Алан Сміті  |                                                                     |
| 1998        | Оленя Рудольф                                 | Rudolph the Red-Nosed Reindeer: The Movie                      | Слілі               | озвучування                                                         |
| 1998        | Таємниця щурів 2: Тіммі йде на порятунок      | The Secret of NIMH 2: Timmy to the Rescue                      | Злий Мартін         | озвучування                                                         |
| 1998        | Чарівний меч: У пошуках Камелота              | Quest for Camelot                                              | Дейвон              | озвучування                                                         |
| 1998        | Геркулес: Сходження героя                     | Hercules: Zero to Hero                                         | Парантезіс          | озвучування                                                         |
| 1998        | Злюки бобри                                   | The Angry Beavers                                              | Спанк               | озвучування; 2 сезон, 24 епізод «Open Wide for Zombies/Dumbwaiters» |
| 1999        | Дадлі справедливий                            | Dudley Do-Right                                                | Кім Дж. Дарлінг     |                                                                     |
| 1999        | Південний парк: Більший, довший і необрізаний | South Park: Bigger, Longer & Uncut                             | Доктор Воснокер     | озвучування                                                         |
| 2000        | 102 далматинці                                | 102 Dalmatians                                                 | Ваддлсворт          | озвучування                                                         |
| 2002        | Піноккіо                                      | Pinocchio                                                      | Медоро              | озвучування                                                         |
| 2002        | The Rutles 2                                  | The Rutles 2: Can't Buy Me Lunch                               | Різні ролі          | також сценарист, продюсер, режисер                                  |
| 2002        | Примарна команда                              | The Scream Team                                                | Труна Ед            |                                                                     |
| 2003        | Концерт для Джорджа                           | Concert for George                                             | Різні ролі          |                                                                     |
| 2003        | Різдвяні канікули 2                           | National Lampoon's Christmas Vacation 2                        | Пасажир літака      |                                                                     |
| 2003        | Голлівудська поліція                          | Hollywood Homicide                                             | Знаменитість        |                                                                     |
| 2003 - 2012 | Сімпсони                                      | The Simpsons                                                   | Деклан Десмонд      | озвучування; 4 епізоди                                              |
| 2004        | Зачаклована Елла                              | Ella Enchanted                                                 | Оповідач            |                                                                     |
| 2004 - 2005 | Непереможна команда супермавпочок             | Super Robot Monkey Team Hyperforce Go!                         | Скраппертон         | озвучування; 3 епізоди                                              |
| 2005        | Аристократи                                   | The Aristocrats                                                | Себе самого         |                                                                     |
| 2006        | Хто такий Гаррі Нілссон?                      | Who Is Harry Nilsson (And Why Is Everybody Talkin' About Him)? | Себе самого         |                                                                     |
| 2007        | Я не месія                                    | Not the Messiah (He's a Very Naughty Boy)                      | Себе самого         |                                                                     |
| 2007        | Шрек III                                      | Shrek the Third                                                | Мерлін              | озвучування                                                         |
| 2008        | Дельго                                        | Delgo                                                          | Спіг                | озвучування                                                         |
| 2014        | Сімейка монстрів                              | The Boxtrolls                                                  |                     | Композитор: "The Boxtrolls Song"                                    |